# Cleistanthus dolichophyllus
Cleistanthus dolichophyllus är en emblikaväxtart som beskrevs av Airy Shaw. Cleistanthus dolichophyllus ingår i släktet Cleistanthus och familjen emblikaväxter. Inga underarter finns listade i Catalogue of Life.